# Tropistethus
Tropistethus is een geslacht van wantsen uit de familie bodemwantsen (Lygaeidae). Het geslacht werd voor het eerst wetenschappelijk beschreven door Franz Xaver Fieber in 1860.

## Soorten
Het genus bevat de volgende soorten:

- Tropistethus fasciatus Ferrari, 1874
- Tropistethus holosericus (Scholtz, 1846)
- Tropistethus lanternae Linnavuori, 1960
- Tropistethus majusculus Horvath, G., 1882
- Tropistethus multilobatus Pericart, 1994
- Tropistethus nitidicollis Puton, 1887
- Tropistethus pallipes Reuter, 1902
- Tropistethus seminitens Puton, 1889
- Tropistethus subfasciatus Ferrari, 1874